# Neotarsonemoides adae
Espèce
Synonymes
- Neotarsonemoides (Neotarsonemoides) adae Kaliszewski, 1984

Neotarsonemoides adae est une espèce d'acariens de la famille des Tarsonemidae. C'est l'espèce type de son genre. Elle a été originellement décrite en Pologne, mais possède une aire de répartition plus étendue en Europe.

## Systématique
L'espèce Neotarsonemoides adae a été décrite en 1984 par l'acarologue polonais Marek Kaliszewski (d) (?-1992).

## Publication originale
- (en) M. Kaliszewski, « Neotarsonemoides adae n. sp., n. gen. (Acari: Tarsonemidae) from Poland », Entomologische Mitteilungen aus dem Zoologischen Museum, Hamburg, vol. 8,‎ 1984, p. 1-6 (ISSN 0044-5223).